# غنيري
غنيري قرية في منطقة جبلة في محافظة اللاذقية. تقع القرية على السفوح الدنيا لجبال الساحل، تنتج القرية التبغ والزيتون والحبوب والخضر الصيفية.